# Gare de Boïarka
La gare de Boïarka (en ukrainien : Боярка (станція), est l'une des gares ferroviaires à Boïarka en Ukraine.

## Situation ferroviaire
Elle est exploitée par le réseau Pivdenno-Zakhidna zaliznytsia.

## Histoire
Elle fut ouverte en 1870 et se trouve sur la ligne Kiev-Fastiv.

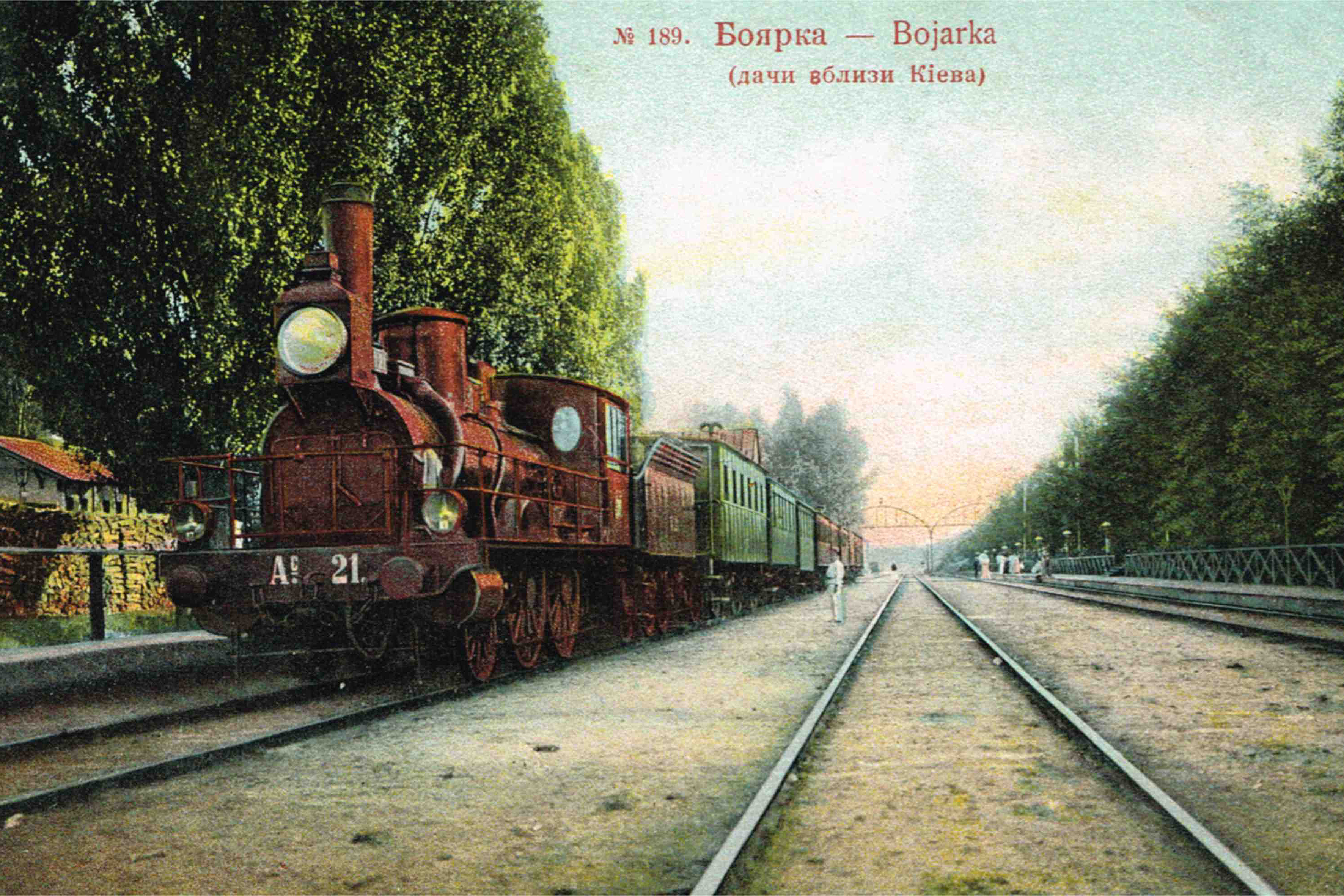
En 1910,
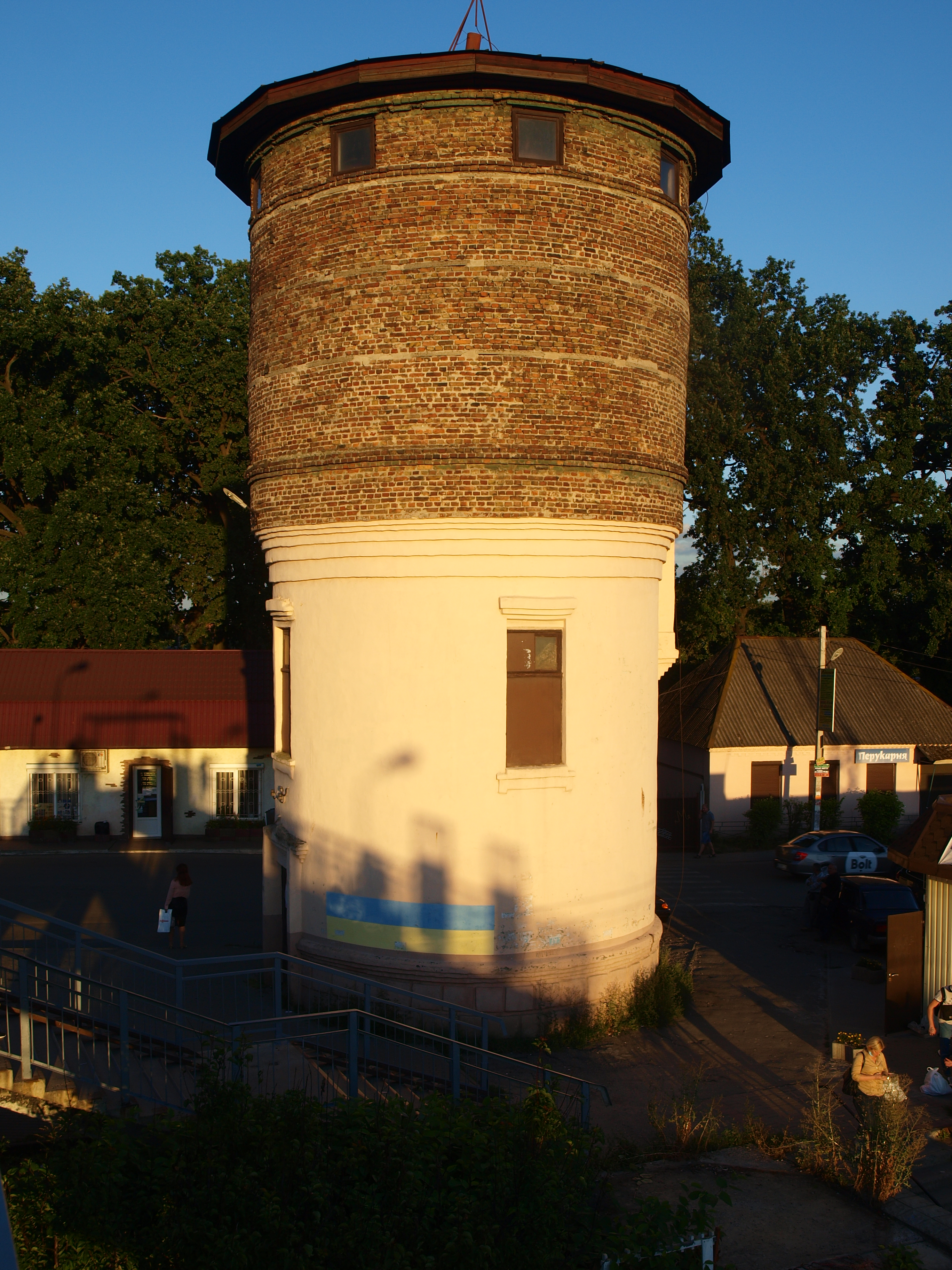
sa tour réservoir,
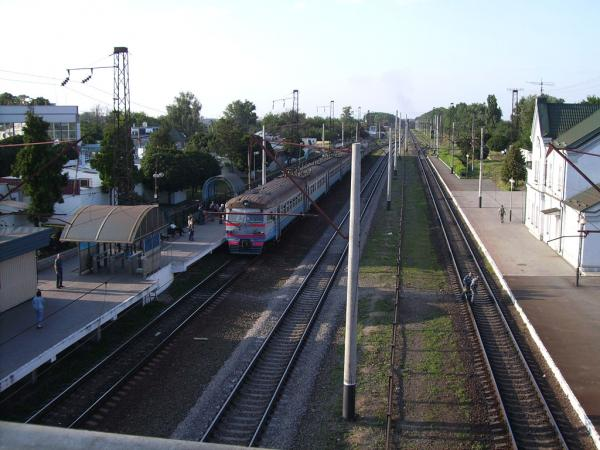
les voies,
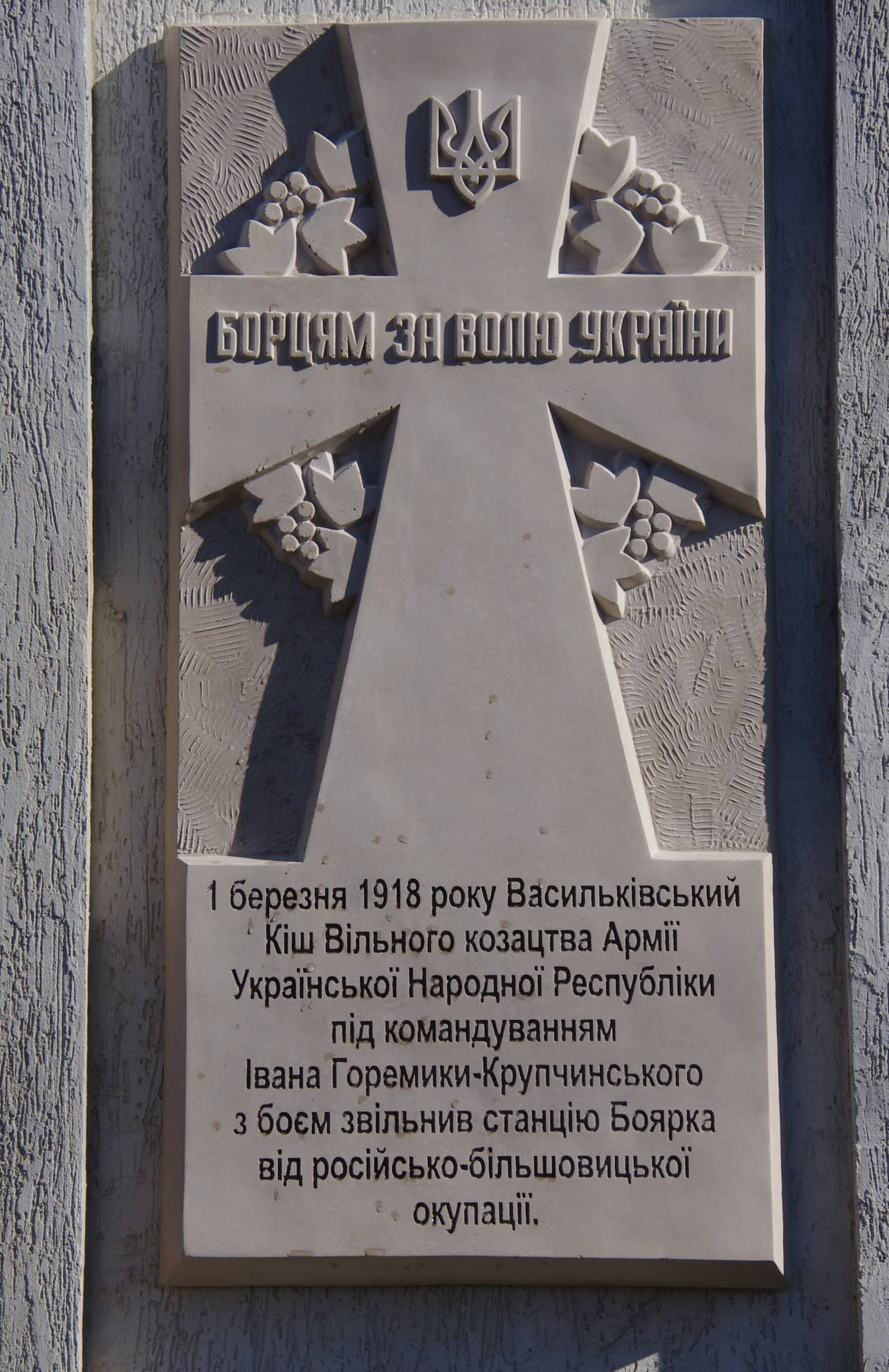
mémorial à la libération de la gare en 1918 par les cosaques libres des mains des soviets,
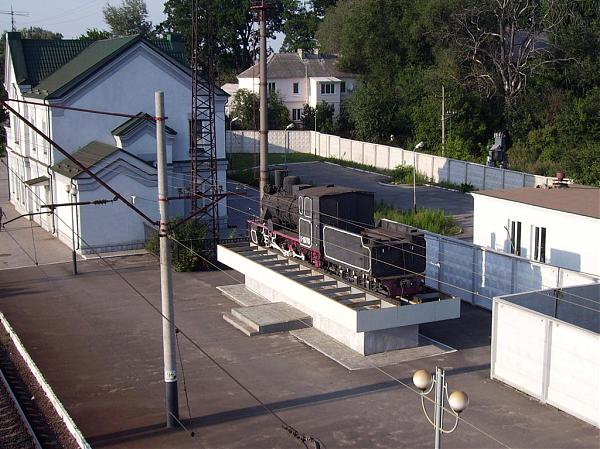
locomotive K-157-76 classée[1].

C'est dans l'Et l'acier fut trempé qu'est cité la gare lors de la construction d'un chemin de fer à voie étroite pour l'exploitation de la forêt.

## Service des voyageurs

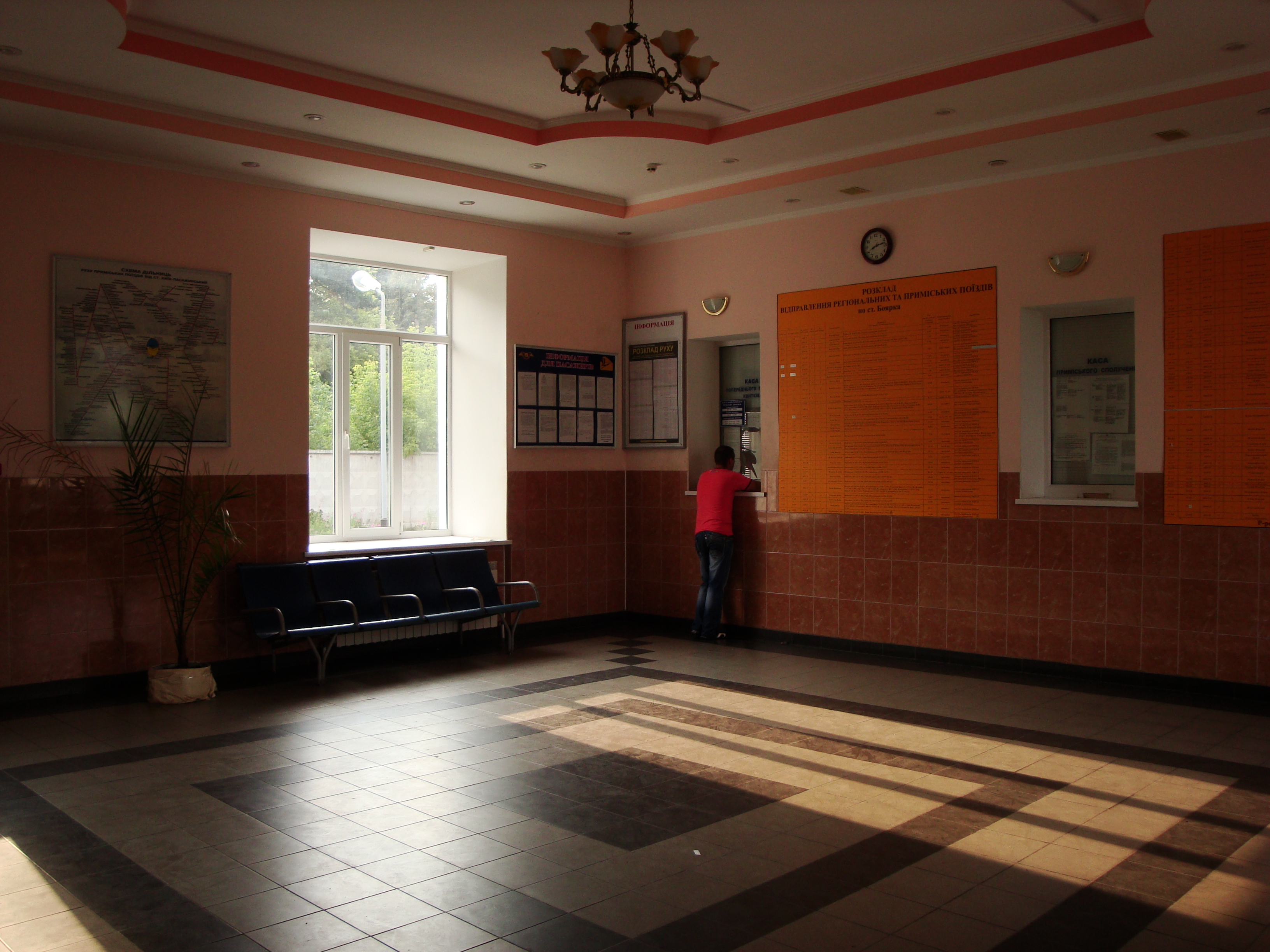
L'accueil passagers.